# Ciaruten Udik
Ciaruten Udik is een bestuurslaag in het regentschap Bogor van de provincie West-Java, Indonesië. Ciaruten Udik telt 7011 inwoners (volkstelling 2010).